# 12369 Pirandello
12369 Pirandello (1994 CJ16) là một tiểu hành tinh vành đai chính được phát hiện ngày 8 tháng 2 năm 1994 bởi E. W. Elst ở Đài thiên văn Nam Âu.